# Surte BK
Den 23 november 1927 bildades Surte Skridskoklubb, Surte SK. Bandyn bedrevs från början för att hålla igång Surte IS fotbollsspelare på vintern. SBK 63 bildades genom en sammanslagning av Surte Skridskoklubb och grannklubben Bohus IF, båda hemmahörande i division 2. Samarbetet hölls några år innan bandyklubben åter igen heter Surte SK. Bohus IF fortsatte i egen regi. Klubbens storhetsperiod infann sig under 1970-talet och första halvan av 1980-talet, med en SM-semifinal 1981 som höjdpunkt.
1979 bytte klubben namn till Ale-Surte SK, men en klubb som gick i konkurs i juni 1998. Då bytte farmarklubben Vildkatterna namn till Ale-Surte BK. 2011 började klubben om i Division 2 under namnet Surte BK efter att Ale Kommun inte ville betala kostnaden för att spola upp is och laget fick spela sina hemmamatcher på bortaplan halva säsongen innan en ny kommunal budget till 2012 gjorde att isen åter spolades upp i Ale Arena, och säsongen 2013/2014 spelade man återigen i Allsvenskan. Säsongen 2015/2016 ramlade man ur allsvenskan och spelar för stunden i Div1 Västra där man 2020 kvalade mot allsvenskan men missade att gå upp på målskillnad, en plats som Jönköping istället knep.
Då Ale Arena stod klar i november 2007 blev Surte BK tredje klubb i Sverige att spela sina hemmamatcher i bandyhall.